# فیلم ترسناک فراطبیعی

پوستر فیلم جن‌گیر (۱۹۷۳) که به عنوان یکی از مشهورترین فیلم‌های فیلم ترسناک فراطبیعی تاریخ سینما شناخته شده‌است.

در مطالعات ژانر، فیلم ترسناک فراطبیعی (انگلیسی: Supernatural horror film) یک ژانر فیلم است که زیرمجموعه فیلم ترسناک و داستان‌های فراطبیعی محسوب می‌شود و در آن تمرکز داستان بر روی مقابله شخصیت‌ها با پدیده‌های فراطبیعی است که آن‌ها را به وحشت انداخته‌است. شبح، دیو و موجودات ماورایی دیگر ویژگی ثابت در این آثار هستند. بسیاری از فیلم‌های ترسناک فراطبیعی دارای اِلِمان‌های دینی و مذهبی هستند و زندگی پس از مرگ، شیطان و مقابله با این عناصر، درون مایهٔ ثابت اینگونه فیلم‌ها است. همچنین خشونت و نشان‌دادن واضح آن یکی دیگر از المان‌های این ژانر است که در بسیاری از آثار دیده می‌شود.
فیلم‌های ترسناک فراطبیعی قدمت بالایی در تاریخ سینما دارند و از دهه ۴۰ میلادی تلاش‌های جدی برای ساخت این آثار شکل گرفت. فیلم جن‌گیر (۱۹۷۳) یکی از تحسین‌شده‌ترین و پرفروش‌ترین آثار این ژانر است. از دیگر آثار مشهور این ژانر که تبدیل به فیلم کالت شد
می‌توان پروژهٔ جادوگر بلر را نام برد که این ژانر را با سبک ویدئوی پیداشده ترکیب کرد و به موفقیتی بزرگ در گیشه رسید. حس ششم، ماما، کابوس در خیابان الم و مجموعه دنیای سینمایی احضار از آثار معروف و پرفروش این ژانر هستند. در حال حاضر فیلم آن (۲۰۱۷) با فروش ۷۰۰ میلیون دلار، پرفروش‌ترین فیلم ترسناک فراطبیعی تاریخ سینما است.

## پرفروش‌ترین فیلم‌ها
بر طبق گزارش باکس آفیس موجو، آثار زیر، پرفروش‌ترین فیلم‌های ژانر ترسناک فراطبیعی در داخل آمریکا هستند:
1. آن (۲۰۱۷)
2. حس ششم (۱۹۹۹)
3. جن‌گیر (۱۹۷۳)
4. آن: بخش دوم (۲۰۱۹)
5. آنچه در زیر است (۲۰۰۰)
6. پروژهٔ جادوگر بلر (۱۹۹۹)
7. احضار (۲۰۱۳)
8. حلقه (۲۰۰۲)
9. راهبه (۲۰۱۸)
10. کینه (۲۰۰۴)